# Min dal - tilbage til Limfjorden
|  | Denne artikel er oprettet af botten PalnaBot ud fra en ekstern database. Den kan derfor have sproglige fejl eller mangler. Denne skabelon kan fjernes efter kontrol af indholdet. |

Min dal - tilbage til Limfjorden er en film instrueret af Jacob Jørgensen, Henrik Lundø.

## Handling
I sommeren 2008 rejste Hans Edvard Nørregård-Nielsen med skonnerten Mira gennem Limfjorden, fra Thyborøn i vest til Hals i øst. Formålet med turen var at samle stof sammen til et stort bogværk om fjorden; En slags kærlighedserklæring til Limfjorden. I filmen sejler vi gennem fjorden, går i land, hvor det er nødvendigt, ser på vigtige steder og hører om Limfjordens digtere. Hans Edvard Nørregård-Nielsen fortæller om Limfjordens betydning som litterært og kunstnerisk arnested. Han taler undervejs med sin medrejsende, fotografen Kirsten Klein, om Limfjorden som motiv og Limfjorden før og nu.